# Southern Myanmar United Football Club
Maillots
Actualités
Le Southern Myanmar Football Club (en birman : ဆောက်သန်းမြန်မာ ယူနိုက်တက် ဘောလုံးအသင်း), plus couramment abrégé en Southern Myanmar, est un club birman de football fondé en 2009 et basé dans la ville de Mawlamyine, dans l'État Môn.

## Histoire
Fondé en 2009 (comme l'ensemble des clubs non issus des ministères birmans), Southern Myanmar United est l'un des membres fondateurs du nouveau championnat national, la Myanmar National League. Il voit le jour afin de représenter les trois subdivisions du Sud du pays : l'État Môn, l'État Karen et la région de Tanintharyi. 
S'il n'a pour le moment jamais remporté le titre de champion, le club a réussi à atteindre la finale de la Coupe de Birmanie, lors de la première édition, en 2010. Southern Myanmar se maintient en première division jusqu'en 2014 (année de sa relégation en deuxième division), sans briller puisqu'il ne fait jamais mieux qu'une 7e place, lors de l'édition inaugurale du championnat, en 2009.

## Palmarès
| Compétitions nationales                   |
| ----------------------------------------- |
| - Coupe de Birmanie : - Finaliste : 2010. |

## Personnalités du club

### Présidents du club
- Hla Maung Shwe

### Entraîneurs du club
- Kyaw Min